# ۸۳۰ (میلادی)
۸۳۰ (میلادی) هشتصد و بسیمین سال تقویم میلادی است.

## درگذشتگان
‎